# Богородское (Мышкинский район)
Богородское — село в Мышкинском районе Ярославской области России. 
В рамках организации местного самоуправления входит в Приволжское сельское поселение, в рамках административно-территориального устройства является центром Богородского сельского округа.

## География
Расположено на реке Ёлда, в 126 километрах к западу от центра города Ярославля и в 43 километрах к юго-западу от города Мышкин.

## История
Каменный храм Святой и Живоначальной Троицы был построен в 1800 году на средства прихожан. В нем было три престола: в честь Св. Троицы, в честь Св. апостолов Петра и Павла и в честь Св. Преподобнаго Сергия Радонежскаго Чудотворца. Еще один кладбищенский храм во имя Св. Духа с одним престолом был построен в 1858 году на средства помещика Скрипицына. 
В конце XIX — начале XX века село являлось центром Богородской волости Мышкинского уезда Ярославской губернии.
С 1929 года село являлось центром Богородского сельсовета Мышкинского района, в 1945 — 1959 годах — в составе Масловского района, с 2005 года — в составе Приволжского сельского поселения.

## Население
| 1859 | 2002 | 2007 | 2010 |
| ---- | ---- | ---- | ---- |
| 174  | ↘148 | ↗152 | ↘114 |

Согласно результатам переписи 2002 года, в национальной структуре населения русские составляли 99 % из 148 жителей.

## Инфраструктура
В селе имеются Богородская начальная школа-детский сад, дом культуры, фельдшерско-акушерский пункт, отделение почтовой связи. 

## Достопримечательности
В селе находится церковь Сошествия Святого Духа (1858 год).